# Barleria affinis
Barleria affinis är en akantusväxtart som beskrevs av C. B. Cl.. Barleria affinis ingår i släktet Barleria och familjen akantusväxter. Inga underarter finns listade i Catalogue of Life.